# Radiology Information System
El acrónimo RIS (en inglés de Radiology Information System) es el sistema que controla todo el departamento de diagnóstico por imágenes. Manejo de turnos, stock de insumos, facturación del servicio, creación y almacenamiento de reportes e informes de diagnóstico, estadísticas. El RIS está conectado al HIS y al Picture Archiving and Communication System (PACS), dicha conexión se realiza mediante el estándar de comunicación HL7.
- Datos: Q1418000